# ناصر (مسلسل)
قصة حياة جمال عبد الناصر منذ الميلاد عام 1918 حتي الوفاة عام 1970.

## الشخصيات
1. مجدي كامل: الرئيس جمال عبد الناصر

| 1. لقاء الخميسي: تحية محمد كاظم زوجة جمال 2. صلاح عبد الله خليل حسين سلطان عم جمال 3. سوسن بدر: توحيدة زوجة خليل ومربية جمال 4. محمد وفيق: عبد الناصر والد جمال 5. شيرين: عنايات زوجة عبد الناصر أبو جمال الثانية 6. مجيد الخطيب: جمال عبد الناصر (مرحلة الطفولة) 7. كريم الحسيني: جمال عبد الناصر (مرحلة المراهقة) 8. فاروق نجيب: خال جمال عبد الناصر 9. غادة إبراهيم منيرة زوجة خالد كاظم أخو حكمت (تحية) 10. هدى ولي الله: هدى ابنة جمال 11. محمد الدفراوي: حسين سلطان جد عبد الناصر 12. وفاء عامر: السيدة فهيمة محمد بدر والدة جمال التي توفيت وهو صغير 13. عبد الحميد سند: عمل لجمال | 1. أحمد صفوت: عبد الحكيم عامر 2. سامح السيد: الضابط زكريا محيي الدين 3. أحمد عبد الوارث الضابط عبد المنعم عبد الرؤوف 4. عاصم نجاتى: الرئيس محمد أنور السادات 5. محمد حسني: صلاح سالم 6. محيى عبد الحى: حسن إبراهيم 7. عبد الرحمن أبو زهرة: اللواء محمد نجيب 8. عمرو يوسف: الضابط حسين الشافعي 9. هاني إبراهيم: خالد محيي الدين 10. محمد يونس - عمرو القاضي - رفعت ريان عادل سمير - أحمد هاني - طارق كمال - أحمد الملاح 11. نعيم عيسى: اللواء محمود خيري الذي أدخل جمال إلي الحربية 12. محمد عبد الحليم: الفريق عزيز المصري |

| 1. هاني كمال: د. محمود فوزي 2. عادل شعبان: (رئيس البوليس السياسى) 3. حمدي السخاوى: السير مايلز لامبسون 4. عثمان محمد علي: إسماعيل صدقي 5. عاطف طنطاوي:محمود فهمي النقراشي 6. محمد أبو الوفا: باشا | 1. محمد ناجى: صديق سلطان عم جمال 2. فتوح أحمد: صديق عبد الناصر عم جمال 3. محمد نصر: محمود أخو جمال في بيت عمه 4. مصطفى حمزة: صديق جمال الشاب عبد الرؤوف جبريل 5. أحمد سلامة صالح الحربي صديق جمال عبد الناصر 6. شريف حلمي: محمد هيكل 7. مجدي صبحي: الصحفي علي أمين 8. محمد مرزبان محمد التابعي رئيس تحرير 9. عمرو محمود ياسين: صديق لجمال | 1. الطفلة ماريان صمويل: الطفلة قمر القتيلة 2. إيمن قنديل: "فريد عبد الباري" مدرس جمال في المدرسة 3. كمال سليمان: حميدي مدرس جمال بالثانوية 4. سيد صادق: حما محمود أخو جمال 5. أنور عبد المنعم: أحمد قراع امام بني مر 6. سيد ممدوح: "حسن عز" صديق أنور السادات 7. محمد جبريل: النائب في قطار الصعيد 8. يوسف العسال: هملر أو حسن جعفر صديق السادات 9. أشرف فاروق: مستر ساندي صديق السادات 10. محمد الجندى: (نائب مرشد الأخوان) 11. عاطف عمار: (جمال منصور) 12. محمد درويش: عبد الحكم الجارحي 13. عمرو عبد اللطيف: صحفي |

المصريون: محمود البزاوي - عفاف رشاد - نائل علي - مصطفى النحاس - فادى غالى - عبد الحميد المنير - أحمد سامي عبد الله - محمود السركي - ألفت عمر - هايدي بركات - جلال هجرسي - أنور عبد الله - عصام علم الدين - مصطفى أنور - محمد يوسف - هايدي سليم - سنا طاهر - شيرين الفقي - ناصر عبد الحفيظ - يحيي أحمد - متولي علوان - عبد اللطيف الطحاوي - عبد الفتاح إبراهيم - إميل شوقي - مصطفي السيد - كمال زعبر - سيد عثمان - رضا غالب - عبد العاطي صالح - شوقي المغازي - كمال رشوان - محمد صالح - طلعت شريف - عادل سمير - محمد دياب - محمد مبارك - محمد الأشهب - محمد قشطة - سامح أبو الغار - مصطفى رجب - وحيد فريد - خالد سمير - محمد عبده - بركات زكي - رضا ربيع - رؤوف جورج - محمد يحيي - بسام دويك -هاني قنديل - محمد عبد الرشيد - أحمد شامي - جو فهمي - سعيد المصري - هيثم الشيخ - أحمد الرفاعي - سعيد مختار - محمد الجو -أحمد شاهين - همام غنام - سيد الطيب - شحاتو العربي - مجدي توفيق - ناصر عبد الحفيظ - سعيد سمير - خالد العيسوى -إبراهيم عبد الرؤوف - كريم فوزي - محمد فتحي - ضياء الدين محمد - أحمد حمدي - حمادة صديق - محمد الميهي - محمد الحناوي - مصطفى محمود - أحمد وسيم - سامر السعيد - أحمد إبراهيم - أسامة رؤوف- محيي الدين عبد الحميد- محمد الشربيني - محمد سعيد - صلاح الحسيني - ايهاب مبروك - أحمد فوزي - إبراهيم السيد - فوقية منصور - سامية كاشير - يسرية أحمد - عبير - سكر - إيمان سالم - مروة نصير - صباح عبد العزيز - رانيا محمود
السوريون: فائق عرقسوسي - جهاد عبدو - علي صطوف - نوار بلبل - فاروق الجمعات - علي القاسم - نادين قدور = محمد رافع - أحمد رافع - عيسى عيسى -عبد القادر متلا - فؤاد وكيل - منذر أبو رأس - كامل منصور - فتحي مراد - محمد خطاب - سليم شريفي - خالد فارس - عبده الزمل - وسيم سمعان - محمد الجمل - أحمد الرافع - حسن اليوسف - أنسي الحاج - ماهر رجب - أحمد كنعان - ماهر أحمد - ميشيل نعمة - سليم تركماني - أحمد الفقي - حسن منصور - مأمون الفرخ - عبد الكريم حلاق - ديب اللاقي - خالد حيدر - مازن عفيفي - بهاء شحرور - نعمان الحاج بكري - حيدر فارس- موسي حاموس - عياد عيد - منذر فارس - حسن أسرب - عبد السلام غبور - نصر شما - أحم الشيخ - جمال القيش

## الحلقات
1. الحلقة الأولي: تبدأ الحلقة بزيارة جمال رجلا لزيارة قبر أمه ثم تذكره لزيارته لقبرها طفلا وتذكره لمولده حيث كادت والدته تموت وهي تنجبه، ثم تاتي سنة 1926 حيث عيد الفطر وهو مقيم في بيت عمه خليل بالقاهرة بينما تشتاق له أمه في قرية الخطاطبة وكذلك جده في قرية بني مر، وتحدث حادثة مقتل الطفلة قمر اماه عينه بعد أن صدمتها سيارة عسكري إنجليزي مما يسبب له عقدة مبكرة من الإنجليز والاحتلال ويطلب من المدرس فريد عبد الباري ان يقابه عمه خليل الذي كان صديقه في الماضي، ويأتي خبر وفاة أم جمال إثناء ولادته لأخيه شوقي ولكنه عمه خليل يخفي الخبر عنه، ثم يسافر جمال بعد امتحاناته ليكتشف وفاته فيزور قبرها ثم يعود للقاهرة
2. الحلقة الثانية: يقبض علي جمال إثناء مظاهرات 1926 في المنشية ويسمع النقاش بين المحبوسين من الأحزاب المختلفة ويوبخه أبيه بعد خروجه ثم تأتي سنة 1934 حيث نشاط جمال اللافت في جماعة الخطابة بالمدرسة، بالإضافة إلي إن زوجة أبيه الجديدة كثيرة الشكوي منه ومن إبناءهـ ويطلب خليل عمه جمال من عبد الناصر ان يأخذ جمال وأخواته ليربيهم ولكن عبد الناصر يرفض
3. الحلقة الثالثة: يخرج جمال في مظاهرات ضد الإنجليز لإلغاء دستور صدقي باشا فيغضب والده منه ومن عمه خليل ثم يفصل جمال من المدرسة ولكن يعود إليها بعد ضغط وثورة زملاؤه علي الناظر، ثم يذهب الناظر لجمال ليعتذر له ويطلب منه العودة
4. الحلقة الرابعة: يتخرج جمال من المدرسة ويفشل في التقدم للكلية الحربية في ستمبر 1936 ثم يعود للتقدم في مارس 1937 فيتم قبوله وهناك يظهر تفقوه والتزامه فيعين كاونباشي للطلبة ويتعرف علي صديقه زكريا محيي الدين وعبد الحكيم عامر
5. الحلقة الخامسة: يتخرج جمال من الكلية الحربية ويعين في منقباد ويجد سؤء معاملة من قائد المعسكر فيتفق مع أصدقائه زكريا محيي الدين وأحمد أنور ومحمد أنور السادات علي الاتفاق علي محاولة إصلاح الوطن ويحبس صديقه صالح الحربي فيحاول أن يجد له واسطة لإخراجه
6. الحلقة السادسة: يتوفي الحاج سلطان جد جمال وينقل جمال إلي السودان ثم العلمين وقت بدء الحرب العالمية ويتقابل أنور السادات مع عبد المنعم رؤوف وأحمد مظهر عند اللواء عزيز المصري لإي اجتماعات ضد الإنجليز وتحدث حادثة فبراير 1942 عند حصار القوات البريطانية لقصر الملك فاروق ويذهب جمال وعبد الحكيم لمقر اجتماعات السادات الخفي
7. الحلقة السابعة: يعنف جمال وعبد الحكيم السادات علي اشتراكه مع الفريق عزيز المصري ويحضر جمال وابيه فرح محمود أخيه ويقبض علي أنور السادات وحسن عزت وعبد المنعم رؤوف وحكمت فهمي بسبب التخابر مع الجواسيس الألمان وقت الحرب العالمية، وبذهب جمال وعبد الحكيم لبيت صديقه عبد الحميد كاظم ليزوره فيقابل تحية لأول مرة، ويتنشر وباء الملاريا في الصعيد ويتوفي الشيخ أحمد قراع امام قرية بني مر، ويقابل السادات وهو في محطة القطار بعد هروبه ولكنه السادات يتهرب من جمال، ويتزوج جمال من تحية أخت عبد الحميد
8. الحلقة الثامنة: يقتل أحمد ماهر باشا في البرلمان، وتنجب تحية طفلتها الأولي هدى، وتأتي سنة 1947 بتولي إسماعيل صدقي رئاسة الوزراء، ويقتل سليم ذكي حكمدار القاهرة بعد ضرب الطلاب، وتنجب تحية طفلتها الثانية منى ويخرج السادات براءة في قضية مقتل أمين عثمان ويرفض محمود النقراشي إرسال الجيش إلي فلسطين فيقرر التطوع دون قرار، ويتطوع كمال الدين حسين للسفر لبيت لحم لمقابلة أحمد عبد العزيز، ثم يسافر جمال مع الجيش المصري بعد إعلان قرار الحرب

## روابط خارجية
- ناصر على موقع قاعدة بيانات الأفلام العربية